# Alexander Jakowlewitsch Orlow

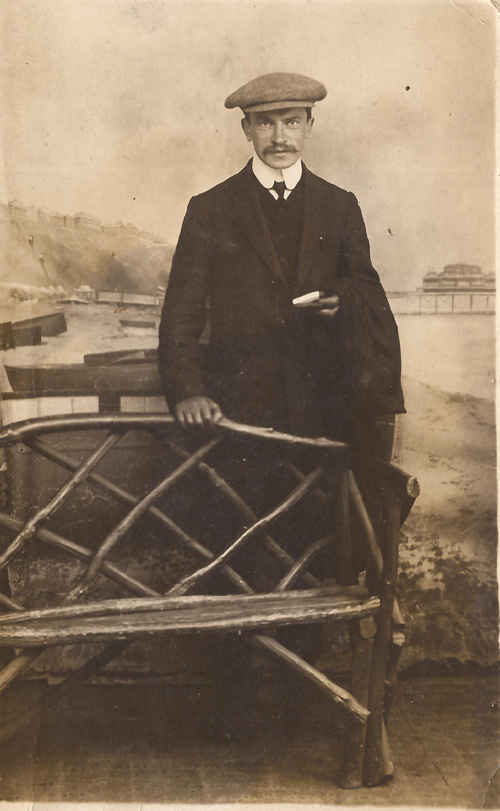
Alexander Jakowlewitsch Orlow (1912)

Alexander Jakowlewitsch Orlow (russisch Александр Яковлевич Орлов; * 23. Märzjul. / 4. April 1880greg. in Smolensk; † 28. Januar 1954 in Kiew) war ein russischer Astronom und Hochschullehrer.

## Leben
Der Priestersohn Orlow besuchte 1894–1898 das Gymnasium in Woronesch. 1898–1902 studierte er an der physikalisch-mathematischen Fakultät der Universität St. Petersburg. 1901 arbeitete er im Pulkowo-Observatorium. 1903–1904 hörte er Vorlesungen an der Universität von Paris. 1905 machte er Praktika bei Emil Wiechert an der Universität Göttingen, bei Carl Charlier an der Universität Lund und im astronomischen Observatorium der Kaiserlichen Universität Dorpat. 1906–1907 arbeitete er wieder im Pulkowo-Observatorium.
1910 verteidigte Orlow an der Universität St. Petersburg seine Magister-Dissertation. Im gleichen Jahr wurde er als Mitglied in die Ständige Seismologische Kommission bei der Russischen Akademie der Wissenschaften gewählt. 1911 schickte ihn die Kommission zum internationalen Seismologie-Kongress in Manchester. Dort wurde er zum Mitglied des Internationalen Komitees zum Studium der Erddeformation gewählt. Anschließend besuchte er in den USA das Yerkes-Observatorium zum Studium von Kometenfotografien. 1912 nahm er an der Expedition von Tobolsk nach Bijsk zur Vermessung der Schwerkraft in Sibirien  an den Flüssen Irtysch, Ob und Bija teil. Im gleichen Jahr organisierte er im Auftrag des Internationalen Seismologischen Büros den Bau einer gravimetrischen Station in Tomsk, in der bereits 1913 die Beobachtung der Mondanziehung mit Hilfe von Horizontalpendeln begann.

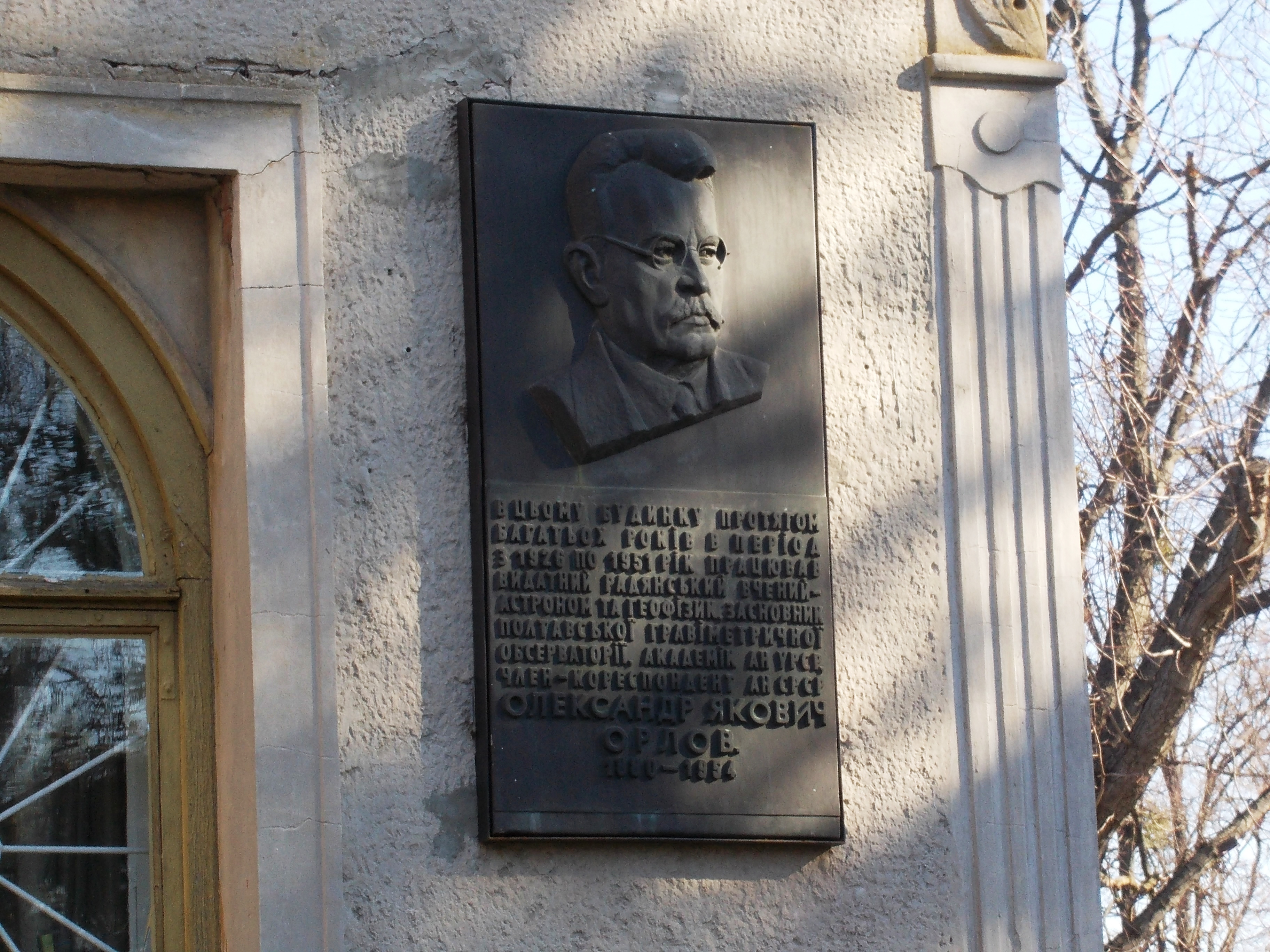
Gedenktafel für Alexander Jakowlewitsch Orlow am Gravimetrie-Observatorium Poltawa

1913–1934 war Orlow Professor an der Universität Odessa und Direktor des astronomischen Observatoriums der Universität. 1915 wurde er mit seinen Ergebnissen der Beobachtung der Erddeformation durch Mond und Sonne zum Doktor der physikalisch-mathematischen Wissenschaften promoviert. 1926–1934 war er auch Direktor des gravimetrischen Observatoriums Poltawa, zu dessen Gründung er wesentlich beigetragen hatte. 1927 wurde er korrespondierendes Mitglied der Akademie der Wissenschaften der UdSSR.
In einem Beitrag zu einem 1928 erschienenen Buch über Leben und Technik in der Zukunft diskutierte Orlow mögliche Siedlungen auf dem Mars und dem Mond.
1934–1938 arbeitete Orlow im Moskauer Sternberg-Institut für Astronomie. 1938–1951 war er wieder Direktor des gravimetrischen Observatoriums Poltawa. 1939 wurde er Wirkliches Mitglied der Akademie der Wissenschaften der Ukrainischen Sozialistischen Sowjetrepublik. Dazu war er 1944–1949 und 1951–1952 Direktor des auf seine Initiative gegründeten Hauptobservatoriums der Akademie der Wissenschaften der Ukrainischen Sozialistischen Sowjetrepublik bei Kiew. Er starb 1954 in Kiew und wurde dort auf dem Lukjaniwska-Friedhof bestattet.
Orlow lieferte wichtige Beiträge zur theoretischen Astronomie, zur Seismometrie, zur Gravimetrie und zur Magnetometrie. Er entwickelte neue Methoden der Gravimetrie und erstellte gravimetrische Karten der Ukraine, des europäischen Russlands, Sibiriens und des Altais und verband sie zu einem Netzwerk. Er untersuchte die momentane Bewegung der Erdachse und gewann genauere Daten der Polbewegungen. Er untersuchte den Einfluss des Mondes auf die Meereswasserstände und die Windgeschwindigkeiten und -richtungen. Mit seiner Forschungstätigkeit gilt er als einer der Begründer der Geodynamik.
Orlow war mit der Geophysikerin und Astronomin Sinaida Aksentjewa verheiratet und hatte 6 Kinder. Der Physiker Igor Georgijewitsch Neiswestny war ein Enkel Orlows.
Orlows Namen tragen der von Nikolai Stepanowitsch Tschernych im Krim-Observatorium 1978 entdeckte Kleinplanet (2724) Orlov und der Mondkrater Orlov auf der Rückseite des Mondes.

## Ehrungen, Preise
- Orden des Roten Banners der Arbeit (1944)
- Verdienter Wissenschaftler der Ukrainischen Sozialistischen Sowjetrepublik (1951)
- Leninorden